# Guntis Valneris
Guntis Valneris (né le 6 septembre 1967 à Riga) est un damiste letton. Il a été une fois champion du monde (1994), deux fois champion d'Europe (1992 et 2008), deux fois champion du monde en blitz (1999, 2007), trois fois champion du monde junior (et) (de 1984 à 1986).

## Carrière
Guntis Valneris a commencé les dames à l'âge de 10 ans en apprenant les dames russes. Un an plus tard, il remporte le championnat letton des moins de 18 ans, et à l'âge de 13 ans il remporte à la fois le championnat letton senior et le championnat d'URSS des moins de 18 ans en battant notamment Alexander Schwarzman.
Valneris passe aux dames internationales en 1982 et remporte trois fois d'affilée le championnat du monde junior. Il participe pour la première fois au championnat d'Europe en 1987 et l'année suivante au championnat du monde senior. Il devient champion du monde en 1994 à La Haye en remportant le match contre Alexeï Tchijov.
Dans les années qui suivent, Valneris est sur le podium du championnat du monde en 2003, 2005, 2012, 2017 et 2019 et remporte le championnat d'Europe en 2008 et championnat du monde de blitz en 1999 et 2007.

## Participation au championnat du monde et au championnat d'Europe
| Année | Compétition | Ville            | Type (match ou tournoi)  | Résultat      | Rang             |
| ----- | ----------- | ---------------- | ------------------------ | ------------- | ---------------- |
| 1987  | CE          | Moscou           | Tournoi                  | +6 =5 −2      | 6                |
| 1988  | CM          | Paramaribo       | Tournoi                  | +7 =11 −1     | 4-5              |
| 1990  | CM          | Groningue        | Tournoi                  | +8 =11 −0     | 2-3              |
| 1991  | CM          | Tallinn          | Match contre A. Tchijov  | +0 =10 −6     | 2                |
| 1992  | CE          | Parthenay        | Tournoi                  | +10 =9 −0     | 1                |
| 1992  | CM          | Toulon           | Tournoi                  | +9 =11 −3     | 7-8              |
| 1994  | CM          | La Haye          | Tournoi                  | +8 =11 −0     | 1                |
| 1995  | CM          | Yakutsk          | Match contre A. Chizhov  | +2 −3 in sets | 2                |
| 1995  | CE          | Lubliniec        | Tournoi                  | +11 =8 −0     | 2                |
| 1996  | CM          | Abidjan          | Tournoi                  | +3 =7 −1      | 4-5              |
| 1999  | CE          | Hoogezand        | Tournoi                  | +7 =8 −0      | 3                |
| 2000  | CM          | Moscou           | Tournoi                  | +5 =11 −0     | 2                |
| 2002  | CE          | Dombourg         | Tournoi (play-off)       |               | 4                |
| 2003  | CM          | Zwartsluis       | Tournoi                  | +7 =11 −1     | 3                |
| 2005  | CM          | Amsterdam        | Tournoi                  | +3 =8 −0      | 2                |
| 2006  | CE          | Bovec            | Tournoi (système suisse) | +4 =6 −0      | 3                |
| 2007  | CM          | Hardenberg       | Tournoi                  | +2 =15 −2     | 13               |
| 2008  | CE          | Tallinn          | Tournoi (système suisse) | +4 =5 −0      | 1                |
| 2011  | CM          | Emmeloord / Urk  | Tournoi                  | +3 =16 −0     | 5                |
| 2012  | CM          | Emmen            | Tournoi (système suisse) | +3 =6 −0      | 2                |
| 2016  | CE          | İzmir            | Tournoi (système suisse) | +1 =8 −0      | 9                |
| 2017  | CM          | Tallinn          | Tournoi                  | +2 =9 −0      | 3                |
| 2018  | CE          | Moscou           | Tournament (Swiss)       | +1 =8 −0      | 14               |
| 2019  | CM          | Yamoussoukro     | Tournament               | +8 =11 −0     | 3                |
| 2021  | CM          | Tallinn          | Tournament               | +1 =8 −0      | 5 in semifinal В |
| 2022  | CE          | Courtrai         | Tournament (Swiss)       | +2 =7 -0      | 5-7              |
| 2023  | CM          | Willemstad       | Tournament               | +3 =15 -0     | 10               |
| 2024  | CE          | Chianciano Terme | Tournament (Swiss)       | 2+ 7= 0-      | 3                |